# Mantilly
Mantilly – miejscowość i gmina we Francji, w regionie Normandia, w departamencie Orne.
Według danych na rok 1990 gminę zamieszkiwało 728 osób, a gęstość zaludnienia wynosiła 25 osób/km² (wśród 1815 gmin Dolnej Normandii Mantilly plasuje się na 310. miejscu pod względem liczby ludności, natomiast pod względem powierzchni na miejscu 40.).